# وولدمار روکس
وولدمار روکس (استونیایی: Voldemar Rõks؛ ۱۵ ژوئیهٔ ۱۹۰۰ – ۲۷ دسامبر ۱۹۴۱) بازیکن فوتبال اهل استونی بود.
وی همچنین در تیم ملی فوتبال استونی بازی کرده‌است.